# Hypericum henryi
Hypericum henryi är en johannesörtsväxtart. Hypericum henryi ingår i släktet johannesörter, och familjen johannesörtsväxter.

## Underarter
Arten delas in i följande underarter:
- H. h. hancockii
- H. h. henryi
- H. h. uraloides